# Municipio de Little Mahanoy
El municipio de Little Mahanoy  (en inglés: Little Mahanoy Township) es un municipio ubicado en el condado de Northumberland en el estado estadounidense de Pensilvania. En el año 2000 tenía una población de 435 habitantes y una densidad poblacional de 16 personas por km².

## Geografía
El municipio de Little Mahanoy se encuentra ubicado en las coordenadas 40°46′00″N 76°45′29″O / 40.76667, -76.75806.

## Demografía
Según la Oficina del Censo en 2000 los ingresos medios por hogar en la localidad eran de $36,667 y los ingresos medios por familia eran $45,500. Los hombres tenían unos ingresos medios de $32,639 frente a los $18,125 para las mujeres. La renta per cápita para la localidad era de $14,844. Alrededor del 5,4% de la población estaban por debajo del umbral de pobreza.